# كأس نيوزيلندا 2011
كأس نيوزيلندا 2011 (بالإنجليزية: 2011 Chatham Cup)‏ هو موسم من كأس نيوزيلندا. فاز فيه Wairarapa United ‏.